# Weltmeisterschaften im Gewichtheben 1909
Die 12. Weltmeisterschaften im Gewichtheben fanden am 3. Oktober und 2. Dezember 1909 in der cisleithanischen Hauptstadt Wien statt. An den von der International Weightlifting Federation (IWF) im Fünfkampf ausgetragenen Wettkämpfen nahmen 23 Gewichtheber aus drei Nationen teil.

## Medaillengewinner
| Disziplin          | Gold         | Silber        | Bronze           |
| ------------------ | ------------ | ------------- | ---------------- |
| Mittelgewicht      | Johann Eibel | Josef Hofböck | Anton Lenz       |
| Superschwergewicht | Josef Grafl  | Karl Swoboda  | Berthold Tandler |

## Medaillenspiegel
Die Platzierungen im Medaillenspiegel sind nach der Anzahl der gewonnenen Goldmedaillen sortiert, gefolgt von der Anzahl der Silber- und Bronzemedaillen (lexikographische Ordnung). Weisen zwei oder mehr Nationen eine identische Medaillenbilanz auf, werden sie alphabetisch geordnet auf dem gleichen Rang geführt.
| Rang | Nation        | Gold | Silber | Bronze | Gesamt |
| ---- | ------------- | ---- | ------ | ------ | ------ |
| 1.   | Cisleithanien | 2    | 2      | 2      | 6      |